# Restaurant Brands International
Restaurant Brands International est une holding canadienne spécialisée dans la restauration rapide. Elle est fondée en 2014 lorsque le fonds brésilien 3G Capital utilise Burger King pour s'acheter Tim Hortons. Les deux sont ensuite regroupées sous cette holding.
Restaurant Brands détient les entreprises Burger King, Tim Hortons, Popeyes Chicken et Firehouse Subs. Début 2021, le groupe compte plus de 27 000 restaurants, dont l'immense majorité sont des franchisés.
Le principal actionnaire de Restaurant Brands est le fonds brésilien 3G Capital. Le siège de Restaurant Brands se situe à Toronto, au Canada.

## Histoire
Elle est née de la fusion des deux filiales en décembre 2014. Les deux compagnies anciennement indépendantes conservent toutefois leurs marques respectives.
Lors du lancement de l'entreprise, celle-ci était détenue à 51 % par la holding américano-brésilienne 3G Capital. 4,18 % des parts de l'entreprise sont à ce moment alloués à la holding Berkshire Hathaway. Au moment de la fusion, Restaurant Brands International représentait 18 490 restaurants dans 100 pays, dont 14 000 sous la bannière Burger King. La bannière Tim Horton's était quant à elle surtout représentée au Canada avec 3665 succursales canadiennes sur ses 4590 succursales. Ses autres succursales étaient réparties aux États-Unis (869 points de service) et dans les 6 pays du Conseil de coopération du Golfe (56 points de service). En juillet 2016, l'entreprise Restaurant Brands International représente dans le monde 450 000 employés, plus de 19 000 succursales et 23 milliards de ventes dans le monde.
Restaurant Brands International a déménagé son siège social en novembre 2018 à Toronto en Ontario (Canada). Auparavant, les activités étaient basés à Oakville en Ontario.
En 2017, la société annonce le rachat de Popeyes Chicken & Biscuits pour 1,8 milliard de dollars.
En novembre 2021, Restaurant Brands annonce l'acquisition pour 1 milliard de dollars de Firehouse Subs, entreprise qui possède 1 200 restaurants aux États-Unis.

## Marques
| Nom            | Siège social              | Chiffre d'affaires en 2020 (en millions de USD) | Chiffre d'affaires avec franchises en 2020 (en millions de USD) | Nombre de restaurants dans le monde |
| -------------- | ------------------------- | ----------------------------------------------- | --------------------------------------------------------------- | ----------------------------------- |
| Burger King    | Miami (États-Unis)        | 1 602                                           | 20 038                                                          | 18 625                              |
| Popeyes        | Miami (États-Unis)        | 556                                             | 5 143                                                           | 3 451                               |
| Tim Hortons    | Toronto (Canada)          | 2 810                                           | 5 488                                                           | 4 949                               |
| Firehouse Subs | Jacksonville (États-Unis) |                                                 |                                                                 |                                     |

## Actionnaires
Liste des principaux actionnaires au 18 octobre 2019
| 3G Capital Partners                | 16 960 717 | 6,06% |
| Pershing Square Capital Management | 15 641 065 | 5,59% |
| T. Rowe Price Associates           | 12 150 685 | 4,34% |
| Capital Research & Management      | 10 852 989 | 3,88% |
| Principal Global Investors         | 9 795 292  | 3,50% |
| Fidelity (Canada)                  | 9 580 508  | 3,42% |
| Berkshire Hathaway                 | 8 438 225  | 3,02% |
| RBC Dominion Securities            | 8 190 090  | 2,93% |
| Jarislowsky, Fraser                | 6 922 173  | 2,47% |
| The Vanguard Group                 | 6 306 607  | 2,25% |